# Festival international du film et de la musique de Küstendorf

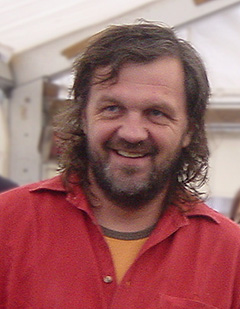
Emir Kusturica pour le prix Rotthier à Bruxelles, 2005

Le Festival international du film et de la musique de Küstendorf (en serbe : Међународни филмски и музички фестивал Кустендорф et Međunarodni filmski i muzički festival Kustendorf) est un festival créé par le réalisateur Emir Kusturica dans le village de Küstendorf (Drvengrad), près de Mokra Gora, dans le massif de Zlatibor, en Serbie. Sa première édition a eu lieu du 14 au 21 janvier 2008.
Le festival est organisé autour d'une compétition de courts-métrages auxquels participent de jeunes réalisateurs et des étudiants en cinéma ; au terme du concours, trois récompenses sont décernées : l'Œuf d'or, l'Œurf d'argent et l'Œuf de bronze. Autour de ce programme principal, d'autres manifestations sont proposées comme le programme Rétrospective de la grandeur (en serbe : Retrospektiva velikana ; en anglais : Retrospective of Greatness), organisé autour de l'invité principal du festival, le programme Tendances contemporaines' (en serbe : Savremene tendencije ; en anglais : Contemporary Trends), qui présente des films récents de grands réalisateurs actuels, le programme Evergreen (en serbe : Evergrin), qui propose des films considérés comme des classiques du cinéma. La partie musicale consiste en des concerts de chanteurs ou de groupes internationaux, donnés après les projections cinématographiques.

## Histoire

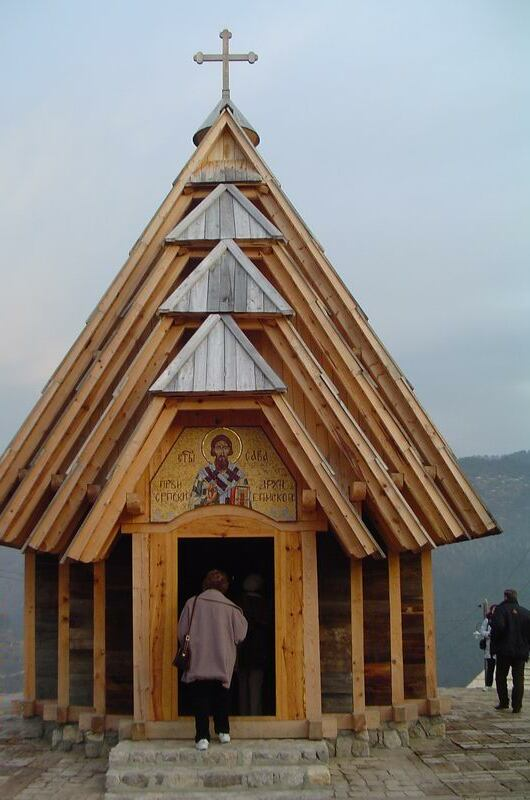
L'église en bois de Drvengrad (Küstendorf)

Le Festival international du cinéma de Küstendorf a été créé par Emir Kusturica dans le village de Küstendorf, encore appelé Drvengrad, le « village en bois », spécialement construit par le réalisateur pour son film La vie est un miracle et dans lequel il vit depuis 2005. En raison de sa qualité, le village a remporté en 2005 le prix européen d'architecture Philippe Rotthier pour la reconstruction de la ville. Le réalisateur explique ainsi le sens de sa démarche : « J'ai perdu ma ville durant la guerre. C'est pourquoi j'ai souhaité bâtir mon village. Il porte un nom allemand : Küstendorf. ». Le festival s'inscrit dans le prolongement de l'École de cinéma ouverte dans le village en 2005.

## Édition 2008
D'abord consacré aux jeunes réalisateurs, le Festival du cinéma de Küstendorf a rassemblé des participants venus de 12 pays : Cuba, République tchèque, France, Allemagne, Grèce, Italie, Pologne, Russie, Serbie, Espagne, Royaume-Uni et États-Unis. Parmi les membres du jury figuraient Peter Handke, Andrea Gambeta et Ninos Mikelidis. Parmi les invités figuraient le réalisateur roumain Cristian Mungiu, l'acteur Razvan Vasilescu, qui a joué dans California Dreamin' de Cristian Nemescu, et l'acteur serbe Miki Manojlović, un des acteurs fétiche d'Emir Kusturica. Le festival a été ouvert par Nikita Mikhalkov et par la projection de son film 12.
À l'issue de la compétition, l'Œuf d'or du festival a été attribué au réalisateur polonais Jose E. Iglesias Vigil pour son court-métrage Pomiędzy, l'Œuf d'argent est revenu au réalisateur britannique Martin Hampton pour son documentaire Possessed et l'Œuf de bronze au réalisateur Franco Lolli, qui représentait la France, pour son film Comme tout le monde.

### Critiques
Cette première édition du Festival international du film de Küstendorf était placée sous le patronage du ministère de la Culture de la république de Serbie et, lors de l'ouverture, on a pu noter la présence du président du gouvernement serbe de l'époque, Vojislav Koštunica, qui a rendu un vibrant hommage à Emir Kusturica. La présence de Peter Handke, « un écrivain au goût de soufre » selon le journal français Libération en raison de ses positions pro-Serbes, n'a pas toujours fait l'unanimité dans la presse internationale. De fait, cette première édition du festival s'est tenue dans le contexte d'une déclaration d'indépendance du Kosovo annoncée et à l'approche des élections législatives serbes du 11 mai 2008. Le réalisateur a pris soin cependant de bien préciser qu'il se rangeait aux côtés du président Boris Tadić.
L'ouverture officieuse du festival, qui mettait en scène l'enterrement symbolique du film américain Die Hard 4 n'a pas non plus été appréciée de tout le monde.

## Édition 2009
L'édition 2009 du festival s'est déroulée du 8 au 14 janvier 2009. Des étudiants en cinéma venus de 16 pays participaient à la compétition. Le jury était composé de trois membres : l'actrice Anica Dobra, le producteur Karl Baumgartner et le réalisateur Gian Luca Farinelli. L'invité d'honneur de l'édition 2009 était Jim Jarmusch, présent avec une rétrospective de quatre films : Stranger Than Paradise (1984), Down by Law (1986), Dead Man (1995) et Broken Flowers (2005) ; parmi les autres invités figuraient le réalisateur Sergueï Dvortsevoy et Thierry Frémaux, directeur de l’Institut Lumière de Lyon et délégué général du Festival de Cannes. Le festival de Küstendorf a été ouvert par la projection de Maradona par Kusturica d'Emir Kusturica. En marge de la compétition, d'autres films ont également été projetés : Gomorra du réalisateur italien Matteo Garrone, Hunger du réalisateur britannique Steve McQueen, Tulpan du réalisateur kazakh Sergueï Dvortsevoy, Les Trois Singes du réalisateur turc Nuri Bilge Ceylan, ainsi que le dernier film en date d'Oliver Stone : W. : L'Improbable Président.
À l'issue de la compétition, l'Œuf d'or du festival a été attribué au réalisateur japonais Kohki Hasei pour son court-métrage Godog, l'Œuf d'argent est revenu à la réalisatrice du Monténégro Nina Vuković pour son film La Ballade de Miki et l'Œuf de bronze à la réalisatrice coréenne Shih-Ting Hung pour son film Viola.
L'édition 2009 était caractérisée par l'organisation de nombreux concerts en marge du festival de cinéma. Entre autres, on a pu y entendre Emir Kusturica and The No Smoking Orchestra, Natty Bo and the Topcats, Leb i Sol, La Mano Ajena, Haydamaky etc..

## Édition 2010
L'édition 2010 du Festival international du film et de la musique de Küstendorf a eu lieu du 13 au 19 janvier 2010 ; elle était consacrée aux jeunes réalisateurs et aux grands réalisateurs contemporains. Le programme de compétition comprenait 28 films en provenance de 18 pays : Autriche, Bangladesh, Belgique, Bulgarie, Cuba, République tchèque, France, Allemagne, Israël, Lituanie, Mexique, Pologne, Russie, Serbie, Slovaquie, Suisse, Royaume-Uni et États-Unis. Le jury était composé de Marjane Satrapi, auteur de bande dessinée (scénariste et dessinatrice) française d'origine iranienne, Sara Driver, productrice et réalisatrice, et de Jonathan Weisgal, producteur et distributeur. L'invité d'honneur du festival était Johnny Depp, à qui fut consacrée une rétrospective avec les films Edward aux mains d'argent de Tim Burton, Arizona Dream d'Emir Kusturica et Donnie Brasco de Mike Newell. Au programme des Tendances contemporaines figuraient Soul Kitchen de Fatih Akin, Le Temps qu'il reste d'Elia Suleiman, L'Affaire Farewell de Christian Carion, Tzar de Pavel Lounguine,  Buried Secrets de Raja Amari et le dernier film en date de Jim Jarmusch, The Limits of Control. Un autre programme appelé Evergreen a présenté Persepolis de Marjane Satrapi et Vincent Paronnaud, qui a remporté le Prix du jury au Festival de Cannes 2007 et If a Thousand Clarinets, un film tchécoslovaque de 1965 réalisé par Ján Roháč et Vladimír Svitáček.
La partie musicale du festival a permis d'entendre l'orchestre de jazz autrichien Global Kryner, le groupe franco-espagnol Festicultores, le groupe russe Rubl, le chanteur espagnol Tonino Carotone, la chanteuse turque d'origine kurde Aynur, les groupes serbes  Vladimir Maričić Kvartet & Artcore Strings et Vrelo, ainsi que Emir Kusturica and The No Smoking Orchestra.

## Édition 2011
La 4e édition du festival s'est déroulée du 5 au 11 janvier 2011. Sur les 400 films proposés au jury, 20 ont été retenus pour la compétition finale ; ces vingt films représentaient 13 pays : Bulgarie, Croatie, Italie, Liban, Macédoine, Pologne, Russie, Slovaquie, Serbie, Suisse, Suède, Turquie et États-Unis. Le jury était composé de Vincent Maraval, un producteur de film français, directeur de la société de production Wild Bunch, Iva Draškić Vićanović, philosophe et professeur d'esthétique, et Richard Brick, qui a coproduit Harry dans tous ses états, Celebrity et Accords et Désaccords de Woody Allen et Arizona Dream d'Emir Kusturica. Il a produit Caught de Robert Malcolm Young et Hangin’ with the Homeboys de Joseph Vásquez. Une nouvelle récompense a été instituée pour l'édition de 2011, le Prix Vilko Filač de la meilleure photographie (en anglais : Vilko Filač Award for best cinematography) ; le jury de ce prix était constitué de Michel Amathieu et de Svetolik Mića Zajc. L'Œuf d'or a été attribué à Sonya Karpunina pour La Chance, celui d'argent à la polonaise Julia Kolberger pour Jutro mnie tu nie będzie (« Demain je serai partie ») et celui de bronze au serbe Ognjen Isailović pour Zlatna liga (« La Ligue d'or »).
De nombreux réalisateurs se rendus au festival, comme Gael García Bernal, Nikita Mikhalkov, Boris Mitić, Jan Hřebejk et Piotr Jarchovsky. Au programme des Tendances contemporaines figuraient Český mír (« Paix tchèque ») de Vít Klusák (cs) et Filip Remunda (en), Copie conforme, un film franco-italo-iranien d'Abbas Kiarostami, Eau trouble d'Erik Poppe, A Letter to Elia un documentaire de Martin Scorsese et Kent Jones, de Kawasakiho Ruzen (« La Rose de Kawasaki ») de Jan Hřebejk, Soleil trompeur 2 de Nikita Mikhalkov et Revolución, de Gael García Bernal, Carlos Reygadas, Mariana Chenillo, Patricia Riggen, Fernando Eimbcke et Amat Esca. La Rétrospective de la grandeur était consacrée à Abbas Kiarostami, avec une projection des films Close-up, Le Goût de la cerise, Où est la maison de mon ami ? et Au travers des oliviers. Le Festival parallèle proposait un documentaire sur les années d'or du cinéma tchèque et deux films d'Otakar Vávra ; on y a également projeté Marilena de la P7 de Cristian Nemescu, Roma de Federico Fellini, À l'est d'Éden d'Elia Kazan et Goodbye, how are you ? de Boris Mitić.
La partie musicale du festival a permis d'entendre Beogradski sindikat, un groupe de hip-hop serbe socialement et politique engagé, ou encore le Ngoma Africa Band, originaire de Tanzanie, le Manouchka Orkestär, venu de France, le groupe norvégien des Farmers Market et le musicien américain Andre Williams.
Lors du festival, le ministre serbe de la culture Nebojša Bradić a annoncé l'ouverture d'une Maison des écrivains à Kustendorf, apportant par ailleurs un soutien de 25 millions de dinars au festival.